# Befehlshaber des Rückwärtigen Heeresgebietes
Ein Befehlshaber des Rückwärtigen Heeresgebietes (abgekürzt Berück) war ein territorialer Befehlshaber der Wehrmacht im Krieg gegen die Sowjetunion während des Zweiten Weltkrieges. Der Berück übte im Operationsgebiet einer Heeresgruppe die vollziehende Gewalt aus und stützte sich in diesem Gebiet auf eine militärische Verwaltung. Im rückwärtigen Armeegebiet, das direkt hinter der Gefechtszone errichtet wurde, übte dagegen das Oberkommando der jeweiligen Armee (AOK) die Exekutivfunktionen aus.
Zu den Hauptaufgaben eines Berück in seinem Gebiet gehörten die „Sicherstellung von Ruhe und Ordnung“, der Schutz der Versorgungsstützpunkte mit den Nachschubwegen zur Front, die Erfassung von Versorgungsgütern im besetzten Gebiet und die Bewachung sowie der Abtransport der Kriegsgefangenen. Gegenüber diesen militärischen Aufgaben hatten alle anderen Aufgaben zurückzustehen.
In zweiter Linie hatten Berücks die Aufgabe, eine Verwaltung aufzubauen und das Land unter kriegswirtschaftlichen Aspekten auszunutzen. Unter den zweiten Punkt fiel z. B. die Inganghaltung bzw. Ingangsetzung von kriegswichtigen Betrieben in ihren Gebieten.
Auf eine wirksame Bekämpfung von Partisanen waren die Berücks nicht vorbereitet, da die Wehrmacht nicht mit einer breiten Partisanenbewegung gerechnet hatte. Man ging von einem Sieg innerhalb weniger Monate nach dem Beginn des Unternehmens Barbarossa im Juni 1941 aus. Planungen für einen längeren Krieg im Osten lagen nicht vor.
Um ihre Sicherungsaufgaben zu erfüllen, wurden von der Wehrmacht nur neun Sicherungsdivisionen aufgestellt. Die Soldaten der Sicherungsdivisionen waren meist ältere und unzureichend ausgebildete Soldaten. Die Verbände waren zudem minderwertig ausgerüstet und bewaffnet, meist mit Beutewaffen. Ihre Kräfte reichten nicht aus, da die Zuständigkeitsbereiche zu groß waren und die Aktivität der Partisanen bald zunahm. Deshalb wurden sie durch Hilfstruppen und verbündete Armeen verstärkt, insbesondere ungarische Truppen. Die Sicherungsdivisionen kooperierten mit den zuständigen Höheren SS- und Polizeiführern (HSSPF), denen die Einheiten der Ordnungspolizei und des SD unterstellt waren. Als die Kämpfe in den rückwärtigen Gebieten zunahmen, erhielten die Berück ab April 1942 die zusätzliche Bezeichnung Kommandierender General der Sicherungstruppen.
Die dem Berück außer den direkt unterstellten Einheiten zugeordneten Dienststellen waren die jeweiligen Kommandanturen des rückwärtigen Armeegebietes (Korück), die zuvor vom Armeeoberbefehlshaber eingerichtet worden waren.
Von Juni 1941 bis Ende 1942 fand ein Großteil der Morde an den sowjetischen Juden durch die Einsatzgruppen in Berück-Befehlsgebieten statt. Die Sonderkommandos und Einsatzkommandos der Einsatzgruppen waren je einem Berück zugeordnet, jedoch nicht unterstellt. Nicht nur Liquidierungen, sondern auch die Erforschung und Bekämpfung reichsfeindlicher Bestrebungen war Aufgabe der Sicherheitspolizei. Praktisch wurden die Befugnisse, die der Sicherheitspolizei im Reich zustanden, auf die besetzten Ostgebiete ausgedehnt.
Die ersten Befehlshaber der rückwärtigen Heeresgebiete mit ihren Stäben wurden im März 1941 aufgestellt, offiziell wurde die Anordnung zur Aufstellung am 25. Juni 1941 per Führerbefehl erteilt. Die Vorverlegung des jeweiligen rückwärtigen Heeresgebietes beim Vormarsch nach Osten sollte das Oberkommando des Heeres (OKH) auf Vorschlag der Heeresgruppen beschließen. Als sicher geltende Gebiete des rückwärtigen Heeresgebietes sollten an die jeweilige geplante politische Verwaltung übergeben werden. Hitler behielt sich aber die endgültigen Entscheidungen vor. Damit sich die Heeresgruppen auf ihre Kampfoperationen konzentrieren konnten, wurde Anfang 1941 jeweils ein Generalkommandostab pro Heeresgruppe gebildet. Die Berücks hatten die vollziehende Gewalt in ihren Gebieten nach Weisungen des Oberbefehlshabers der Heeresgruppe auszuüben. Spätestens mit dem Zusammenbruch der Heeresgruppe Mitte infolge der sowjetischen Sommeroffensive 1944 verloren die Befehlshaber der rückwärtigen Heeresgebiete ihre Funktion; ihre Stäbe wurden aufgelöst und verbliebene Sicherungstruppen anderweitig unterstellt.

## Berück-Gebiete

### Nord
Befehlshaber des Rückwärtigen Heeresgebietes Nord, im Gebiet hinter der Heeresgruppe Nord:
- 1941 bis März 1943: Franz von Roques
- April 1943 bis März 1944: Kuno-Hans von Both

Aufstellung, Umbenennungen, Auflösung
Die Kommandobehörde wurde am 5. Juli 1941 aus dem Befehlshaber rückwärtiges Heeresgebiet 101, welcher Mitte März 1941 aus dem Stab General z. b. V. I gebildet worden und in Frankreich eingesetzt war, als Befehlshaber rückwärtiges Heeresgebiet Nord aufgestellt. Am 15. März 1942 wurde sie umbenannt in Kommandierender General der Sicherungstruppen und Befehlshaber im Heeresgebiet Nord. Die Kommandobehörde wurde am 26. März 1944 aufgelöst und zur Bildung des Deutschen Befehlshabers in Ost-Ungarn verwandt. 
Die Gliederung des Berücks wurde hauptsächlich durch die 207. Sicherungs-Division, die 281. Sicherungs-Division und die 285. Sicherungs-Division gebildet, welche über das Bestehen der Kommandobehörde auch teilweise zugeordnet waren. 

### Mitte
Befehlshaber des Rückwärtigen Heeresgebietes Mitte, im Gebiet hinter der Heeresgruppe Mitte:
- März 1941 bis Juli 1943: Max von Schenckendorff
- Juli 1943 bis September 1943: Ludwig Kübler
- Oktober 1943 bis Juli 1944: Edwin Graf von Rothkirch und Trach

Aufstellung, Umbenennungen, Auflösung
Die Kommandobehörde wurde am 5. Juli 1941 aus dem Befehlshaber rückwärtiges Heeresgebiet 102, welcher Mitte März 1941 aus dem Stab General z. b. V. II gebildet worden war, als Befehlshaber rückwärtiges Heeresgebiet Mitte aufgestellt. Am 15. März 1942 wurde sie umbenannt in Kommandierender General der Sicherungstruppen und Befehlshaber im Heeresgebiet Mitte (von April bis Juli 1942 auch als Gruppe von Schenkendorff bezeichnet). Die Kommandobehörde wurde am 8. Oktober 1943 Kommandierender General und Befehlshaber der Sicherungstruppen Weißruthenien. 
Die Gliederung des Berücks wechselte über das Bestehen der Kommandobehörde häufig. Lediglich die 286. Sicherungs-Division war vollständig der Kommandobehörde zugeordnet. 

### Süd
Befehlshaber des Rückwärtigen Heeresgebietes Süd, im Gebiet hinter der Heeresgruppe Süd:
- März 1941 bis Oktober 1941: Karl von Roques
- Oktober 1941 bis Juni 1942: Erich Friderici
- Juni 1942 bis Dezember 1942: Karl von Roques
- Dezember 1942 bis Februar 1943: Erich Friderici
- Februar 1943 bis Oktober 1943: Joachim Witthöft

Aufstellung, Umbenennungen, Auflösung
Die Kommandobehörde wurde am 5. Juli 1941 aus dem Befehlshaber rückwärtiges Heeresgebiet 103, welcher Mitte März 1941 aus dem Stab General z. b. V. III gebildet worden war, als Befehlshaber rückwärtiges Heeresgebiet Süd aufgestellt. Am 15. März 1942 wurde sie umbenannt in Kommandierender General der Sicherungstruppen und Befehlshaber im Heeresgebiet Süd. Zum 9. Juli 1942 erfolgte bei Teilung der Heeresgruppe Süd die Umbenennung in Kommandierender General der Sicherungstruppen und Befehlshaber im Heeresgebiet B. Mit der Aufteilung der Heeresgruppe Süd im Sommer 1942 in Heeresgruppe A und Heeresgruppe B (später umbenannt in Heeresgruppe Don) entstand eine zusätzliche Berück-Stelle. General der Infanterie Friedrich Mieth wurde am 24. November 1942 Befehlshaber des Rückwärtigen Heeresgebietes Don. Statt das Rückwärtigen Heeresgebiet zu sichern musste er mit seinen Sicherungsverbänden und eilig zusammengestellte Alarmeinheiten gegen angreifende sowjetische Truppen kämpfen.
Am 14. Februar 1943 erfolgte in Uman die erneute Umbenennung in Befehlshaber Heeresgebiet Süd. Am 8. November 1943 wurde die Kommandobehörde aus der Feldpostübersicht gelöscht.
Noch 1941 trat das Heer Gebiete an eine Zivilverwaltung ab: im August 1941 kam das Gebiet von Białystok unter einem Chef der Zivilverwaltung zur Provinz Ostpreußen, von Juli bis September 1941 wurde das Reichskommissariat Ostland errichtet, von September bis November 1941 das Reichskommissariat Ukraine.